# Pasar Melintang (Lubuk Pakam)
Pasar Melintang is een bestuurslaag in het regentschap Deli Serdang van de provincie Noord-Sumatra, Indonesië. Pasar Melintang telt 6424 inwoners (volkstelling 2010).